# Băgaciu
Băgaciu (in ungherese Szászbogács, in tedesco Bogeschdorf) è un comune della Romania di 2686 abitanti, ubicato nel distretto di Mureș, nella regione storica della Transilvania.
Il comune è formato dall'unione di 2 villaggi: Băgaciu e Deleni.
Di particolare rilievo è la chiesa fortificata, costruita dai Sassoni nel XIV-XV secolo; la chiesa è a singola navata, con un'abside poligonale, un massiccio campanile ed un portale con una cornice gotica. La fortificazione che la circonda, della fine del XV secolo, è rinforzata da tre torri.